# 화천군의 행정 구역
화천군의 행정 구역은 1읍 4면으로 구성되어 있다. 화천군의 면적은 908.14, 인구는 2012년 3월 31일을 기준으로 24,951명이다.

## 행정 구역
| 행정구역 | 한자   | 인구   | 세대   | 면적   |  |
| 화천읍   | 華川邑 | 8,893  | 3,767  | 291.32 |  |
| 간동면   | 看東面 | 2,630  | 1,332  | 128.12 |  |
| 하남면   | 下南面 | 2,526  | 1,088  | 118.47 |  |
| 상서면   | 上西面 | 4,414  | 2,425  | 219.09 |  |
| 사내면   | 史內面 | 6,488  | 3,096  | 151.14 |  |
| 화천군   | 華川郡 | 24,951 | 11,708 | 908.14 |  |

- 인구는 2012년 3월 31일 기준, 면적은 2011년 1월 1일 기준

## 법정리
| 읍·면  | 법정리 |
| ------ | --- |
| 화천읍 | 아리(衙里), 하리(下里), 중리(中里), 상리(上里), 신읍리(新邑里), 풍산리(豊山里), 동촌리(東村里), 대이리(大利里)                                                                 |
| 간동면 | 유촌리(楡村里), 용호리(龍湖里), 간척리(看尺里), 오음리(梧陰里), 방천리(芳川里), 도송리(都宋里), 구만리(九萬里)                                                                 |
| 하남면 | 원천리(原川里), 논미리(論味里), 계성리(啓星里), 안평리(安坪里), 위라리(位羅里), 용암리(龍岩里), 삼화리(三和里), 거례리(居禮里), 서오지리(鋤吾芝里)                             |
| 상서면 | 신풍리(新豊里), 신대리(新大里), 구운리(九雲里), 장촌리(長村里), 파포리(巴浦里), 노동리(蘆洞里), 부촌리(富村里), 산양리(山陽里), 봉오리(峰吾里), 다목리(多木里), 마현리(馬峴里) |
| 사내면 | 사창리(史倉里), 광덕리(廣德里), 명월리(明月里), 용담리(龍潭里), 삼일리(三逸里)                                                                                                 |

## 역사
- 1895년 낭천군으로 개칭하였다.
- 1902년 화천군으로 개칭하였다.
- 1914년 4월 1일 4면으로 개편하였다.[2]

| 조선총독부령 제111호  |             |                                                                      |
| 구 행정구역           | 신 행정구역 | 신 행정구역                                                          |
| 화천군 군내면(郡內面) | 군내면      | 대리리, 상리, 수상리, 수하리, 신읍리, 하리, 아리, 중리, 풍산리, 하리 |
| 화천군 상서면(上西面) | 상서면      | 구운리, 노동리, 다목리, 마현리, 봉오리, 산양리, 신풍리, 파포리       |
| 화천군 하서면(下西面) | 하남면      | 계성리, 논미리, 서오지리, 원천리                                     |
| 화천군 남면(南面)     | 하남면      | 거례리, 용암리, 위라리                                               |
| 화천군 동면(東面)     | 간동면      | 동촌리, 방천리, 태산리                                               |
| 화천군 간척면(看尺面) | 간동면      | 간척리, 구만리, 오음리, 유촌리                                       |
4면 - 하남면, 간동면, 군내면, 상서면
- 1945년 8월 15일 소군정의 관할에 두었다.
- 한국 전쟁 이후 대한민국의 행정구역으로 바뀌었다.
- 1954년 11월 17일 화천군을 강원도의 관할에 두었다.[3] (5면)

| 법률 제350호 수복지구임시행정조치법                                |
| 신 행정구역                                                        |
| 화천군 화천면, 간동면, 하남면, 상서면, 사내면(춘성군[4]서 편입함.) |
- 1979년 5월 1일 화천면이 화천읍으로 승격하였다.[5] (1읍 4면)